# Wladimir Petrowitsch Ferapontow
Wladimir Petrowitsch Ferapontow (russisch Владимир Петрович Ферапонтов; * 7. Januar 1933 in Melniza, Sowjetunion; † 19. April 2008 in Moskau) war ein sowjetischer bzw. russischer Schauspieler, Synchronsprecher, Sänger und Synchronregisseur.

## Herkunft und Laufbahn
Ferapontow wurde in der Oblast Irkutsk geboren, die Familie zog aber bald darauf nach Iwantejewka. Der Vater Pjotr Michailowitsch Ferapontow (1910–1975) war Armeeangehöriger und nahm u. a. am Zweiten Weltkrieg teil. Außerdem wirkte er als Parteisekretär einer Textilfabrik in Iwantejewka, wo seine Frau Anna Dmitrijewna (1915–1986) in der Produktion arbeitete. Das Paar hatte drei Söhne, von denen Wladimir der älteste war. Die beiden folgenden, Wjatscheslaw und Alexander, ergriffen wissenschaftliche Berufe.
Wladimir Ferapontow interessierte sich schon in jungen Jahren für das Theater und besuchte nach seinem Schulabschluss die Theaterakademie „M. S. Schtschepkin“ in Moskau, wo er von Marija Knebel gefördert wurde. Ferapontow beendete die Ausbildung 1956 und erhielt danach Angebote vom Theater der Roten Armee sowie vom Zentralen Kindertheater, ging jedoch auf Empfehlung seiner Lehrerin an das Theater „Romen“ in Moskau und spielte dort bis 1962. Aufgrund seiner Hinwendung zum Film in den frühen 1960er Jahren wechselte er zum Zentralen Theater der Kinodarsteller und verblieb dort bis 1993.
Sein Filmdebüt gab der dunkelhaarige Mime im 1958 erschienenen Melodram Коммунист (Kommunist). Für das Mosfilmstudio war er bis zum Ende der Sowjetunion regelmäßig in verschiedenen Genres wie dem Märchenfilm (Das Märchen vom Zaren Saltan, 1967), dem Kriegsdrama (Дикий мёд, Diki mjod, 1967, nach Leonid Perwomajskyj), der Komödie (Die 12 Stühle, 1971), der Filmbiografie (Az élet muzsikája - Kálmán Imre, 1984) und dem Historienfilm (Борис Годунов, Boris Godunow 1986) zu sehen.
Ferapontow war außerdem als Synchronsprecher an den russischsprachigen Fassungen von über 400 Real- und Animationsfilmen und -serien aus der Sowjetunion und dem Ausland beteiligt. Zu den von ihm gesprochenen Darstellern gehörten Josef Abrhám, Uwe-Detlev Jessen, Colea Răutu, Lech Ordon, Hannes Schmidhauser, Adriano Celentano, Harutjun Hakobjan, Rasmi Dschabrailow, Alex Rocco, André Valardy, Alfonso Arau, Maurice Barrier, Egons Maisaks, Gordon Tootoosis und Michael Byrne. Bekanntheit erlangte er aber insbesondere für seine Vertonung des Krokodils Gena in den Trickfilmen Tscheburaschka (1971) und Tscheburaschka und Chapeau-Claque (1974). In dieser Funktion sang er für die Rolle auch das 1973 als Single veröffentlichte und bis heute beliebte Geburtstagslied Песенка крокодила Гены (Pesenka krokodila Geny) ein. Außerdem war Ferapontow an Konzerten und Fernsehsendungen beteiligt, u. a. an der 347. Folge der langjährigen Reihe Фитиль (Fitil, 1991).
Von 1996 bis 2005 arbeitete er als Sprecher und Synchronregisseur für die Firma Selena Int. und wechselte anschließend zum Studio Pifagor. Außerdem war er für die Firmen Varus-Video und Animus tätig.
Am 20. Juni 1992 erhielt Ferapontow die Auszeichnung Verdienter Künstler der Russischen Föderation.
Er war nicht mit dem gleichnamigen Militärangehörigen und Helden der Sowjetunion identisch.

## Privates
An der Theaterhochschule lernte Ferapontow Inna Borissowna Brembel kennen, das Paar heiratete 1955. Sie war als Orchestermusikerin am Zentraltheater der Roten Armee und Geigenlehrerin an der Moskauer Kindermusikschule „S. S. Prokofjew“ tätig. 1956 wurde ihr Sohn Boris geboren, der später Lehrer für Französisch, Italienisch und Spanisch wurde. Er starb 2018.
Im Jahr 2000 wurde bei Ferapontow ein bösartiges Lymphom festgestellt, das aber erfolgreich behandelt werden konnte. Er starb 75-jährig am 19. April 2008 und wurde im 7. Abschnitt des Wwedenskoje-Friedhofs beigesetzt. Bereits am 1. Januar desselben Jahres war sein jüngster Bruder verstorben. Am 17. Mai, nur etwa einen Monat nach Wladimir Ferapontows Tod, folgte auch sein Bruder Wjatscheslaw.

## Filmografie (Auswahl)

### Darsteller
- 1960: Normandie – Njemen (Normandie - Niémen)
- 1964: Die Lebenden und die Toten (Schiwyje i mjortwyje)
- 1967: Das Märchen vom Zaren Saltan (Skaska o zare Saltane)
- 1967: Der Weg zum Saturn (Put w „Saturn“)
- 1969: Der Fall Boris Sawinkow (Krach)
- 1970: Der Direktor (Direktor)
- 1971: Die 12 Stühle (12 stuljew)
- 1973: Ein Spion wird gejagt (Metscheny ato)
- 1973: Ein Tropfen im Meer (Kaplja w more)
- 1975: Front ohne Flanken (Front bes flangom)
- 1975: Das kann doch nicht wahr sein! (Ne moschet byt!)
- 1978: Bei uns war es still (A u nas byla tischina)
- 1984: Alarmstart (Trewoschny ywylet)
- 1985: Schlacht um Moskau (Bitwa sa Moskwu)
- 1988: Man hat nicht immer Glück (Ras na ras ne prichoditsja)
- 1989: Wir bleiben treu

### Synchronsprecher

#### Realfilme
- 1939: Der Zauberer von Oz
- 1939: Vom Winde verweht
- 1961: West Side Story
- 1964: Die goldene Gans
- 1974: Mord im Orient-Expreß
- 1981: Teheran 43
- 1982: Gandhi
- 1984: Amadeus
- 1986: Das Märchen vom Däumling
- 1988: Mississippi Burning – Die Wurzel des Hasses
- 1991: Hook
- 1993: Perfect World
- 1994: Legenden der Leidenschaft

#### Animationsfilme und -serien
- 1930/67: Looney Tunes
- 1955: Susi und Strolch
- 1971: Tscheburaschka
- 1972: In 80 Tagen um die Welt
- 1974: Tscheburaschka und Chapeau-Claque (Schapokljak)
- 1980/81: Hase und Wolf
- 1981/82: Um die Welt mit Willy Fog
- 1982: Bugs Bunny – Märchen aus 1001 Nacht
- 1983/85: Im Land der fantastischen Drachen
- 1985/87: She-Ra – Prinzessin der Macht
- 1986: Bauzi – Der Pinguin aus der Antarktis
- 1988: Bravestarr
- 1990/91: Käpt’n Balu und seine tollkühne Crew
- 1992: Tom & Jerry – Der Film
- 1992: Goofy und Max
- 1992/94: Arielle, die Meerjungfrau
- 1992/95: Batman
- 1993/94: Bonkers, der listige Luchs von Hollywood
- 1995/98: Pinky und der Brain
- seit 1999: SpongeBob Schwammkopf